# داريان ستيوارت
داريان ستيوارت (بالإنجليزية: Darian Stewart)‏ هو لاعب كرة قدم أمريكية أمريكي، ولد في 4 أغسطس 1988 في هنتسفيل في الولايات المتحدة.

## وصلات خارجية
- داريان ستيوارت على موقع مرجع كرة القدم المحترفة.كوم (الإنجليزية)